# Цес, Станислав Гергардович
Станисла́в Ге́ргардович Цес (род. 22 августа 1961, Магнитогорск) — российский валторнист и музыкальный педагог, солист ЗКР АСО Ленинградской (впоследствии Санкт-Петербургской) филармонии и оркестра Мариинского театра, преподаватель Санкт-Петербургской консерватории, Заслуженный (2005) и Народный артист Российской Федерации (2008).

## Биография
В 1975 году (по другим данным в 1978 году) Станислав Цес окончил Ленинградское хоровое училище Академической капеллы. После этого он учился в средней специальной музыкальной школе при Ленинградской государственной консерватории им. Н. А. Римского-Корсакова в классе профессора Виталия Буяновского. В 1977 году, будучи ещё учеником школы, Цес стал лауреатом музыкального конкурса «Концертино Прага». Окончив школу в 1980 году, Цес поступил в Ленинградскую консерваторию имени Н. А. Римского-Корсакова, которую закончил в 1984 году также по классу Буяновского.
Одновременно с обучением в консерватории Станислав Цес начал работать в Заслуженном Коллективе симфонического оркестра Ленинградской государственной Филармонии, исполняя обязанности стажёра с 1979 по 1984 год. С 1984 по 1986 год он, проходя службу в рядах вооружённых сил СССР, играл в военном духовом оркестре. После этого он вернулся в оркестр Ленинградской филармонии и работал там с 1986 года артистом, а с 1989 года — солистом. В настоящее время Станислав Цес — солист симфонического оркестра Мариинского театра.
В 1990-х годах Станислав Цес преподавал в Санкт-Петербургской государственной консерватории им. Н. А. Римского-Корсакова. 
Кроме того, на протяжении всей своей карьеры Станислав Цес занимался камерной музыкой. В разное время он был участником таких коллективов, как Ленинградский квинтет деревянных духовых инструментов, Санкт-Петербургский филармонический брасс-квинтет «Русский Брасс» («Russian Brass»). В настоящее время, помимо работы в оркестре Мариинского театра, он выступает в составе брасс-квинтета и брасс-ансамбля Мариинского театра.  В 2005 году Станиславу Цесу было присвоено почётное звание заслуженного артиста Российской Федерации, а 2008 — народного артиста Российской Федерации.

### Семья
- Отец Гергард Мартинович Цес — звукорежиссёр «Петербургской студии грамзаписи», заслуженный деятель искусств Российской Федерации[12].
- Брат Алексей Гергардович Цес (р. 1962) — гобоист, лауреат Всесоюзного конкурса музыкантов-исполнителей, артист оркестра театра оперы и балета имени Кирова[3] и АСО Санкт-Петербургской филармонии[13], преподаватель Санкт-Петербургской консерватории[14].

## Награды и звания
- Лауреат музыкального конкурса «Концертино Прага» (1977)
- Заслуженный артист Российской Федерации (2005)
- Народный артист Российской Федерации (2008)